# Egyptischer Marsch

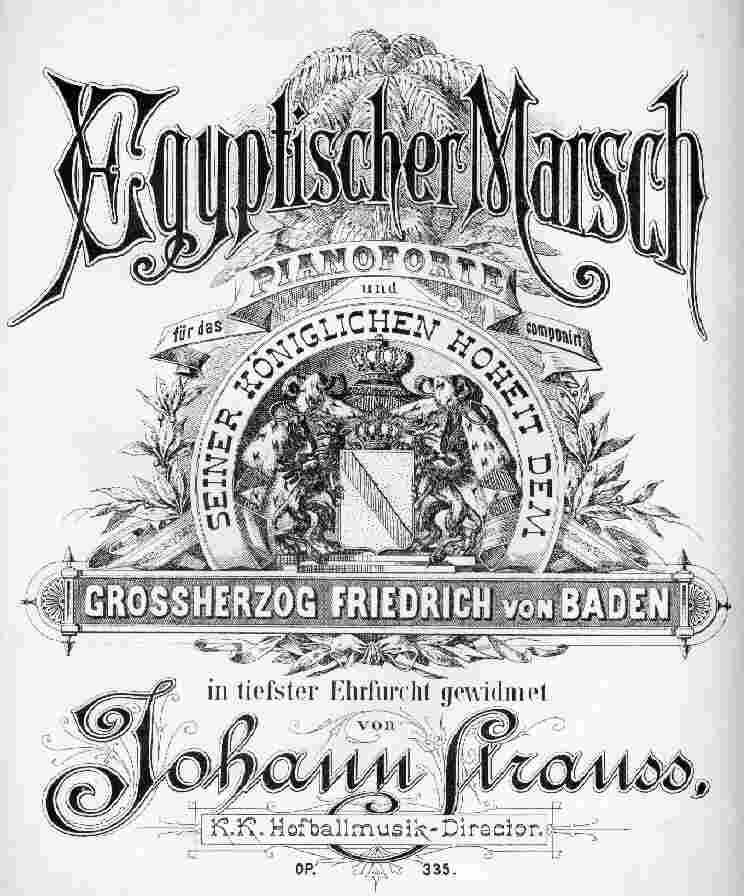
Klavierauszug, Titelblatt mit Widmung

Der Egyptische Marsch ist ein Marsch von Johann Strauss Sohn (op. 335). Das Werk wurde am 6. Juli 1869 in Pawlowsk in Russland erstmals aufgeführt. Als Besonderheit enthält das Stück neben orientalistischen Motiven eine 22 Takte lange Sequenz in der die Musiker la la la singen sollen.